# Vysoká nad Uhom
Vysoká nad Uhom (Hongaars: Magasrév) is een Slowaakse gemeente in de regio Košice, en maakt deel uit van het district Michalovce.
Vysoká nad Uhom telt 740 inwoners.